# فلاديمير كوستيوكوف
فلاديمير كوستيوكوف (بالروسية: Владимир Костюков)‏ هو لاعب كرة قدم ومدرب كرة قدم بيلاروسي في مركز الدفاع، ولد في 14 أكتوبر 1954 في سوداق في أوكرانيا، وتوفي في 17 ديسمبر 2015. لعب مع FC Torpedo Mogilev ‏.